# Осмонов, Айбек Жапарович
Айбек Жапарович Осмонов (род. 16 февраля 1984 года, село Тулейкен Карасуйского района Ошской области) — киргизский политический деятель, экс-депутат Жогорку Кенеша, предприниматель.

## Биография
Родился 16 февраля 1984 года в селе Тулейкен Карасуйского района Ошской области.
В 2011 году окончил Ошский Государственный университет по специальности «Информационные системы и технологии», в 2019 году окончил Дипломатическую академию Министерства иностранных дел Кыргызской Республики им. Казы Дикамбаева, присвоена академическая степень Магистр по направлению «Менеджмент».
В 2003 году был призван в ряды Вооружённых сил Киргизской Республики.
Будучи депутатом Жогорку Кенеша Айбек Осмонов периодически поднимал вопросы по нехватке школ и детских садов на государственном уровне, также оказывал личную материальную помощь школам. Поднимал вопросы по ремонту дорог, передавал Правительству обращения и проблемы граждан и контролировал как депутат по решению данных задач.  

## Трудовая деятельность
В 2009—2012 годах работал директором строительной компании «Новый Город».
В 2014 году занимал должность советника директора ОсОО «Арек строй». В 2014—2017 годах работал советником директора ОсОО «Кыргыз Каганат».
В 2018—2020 годах работал советником генерального директора ЗАО «Альфа Телеком».
С марта 2021 года депутат Жогорку Кенеша Киргизской Республики VI созыва.
С декабря 2021 года депутат Жогорку Кенеша Киргизской Республики VII созыва.
Заместитель председателя комитета по международным делам, обороне, безопасности и миграции.
В марте 2024 года добровольно сдал депутатский мандат

## Награды
- Награждён Почётной грамотой Жогорку Кенеша Кыргызской Республики.
- Награждён нагрудными знаками «Кыргыз тили», «Ыйык тил».
- Награждён Почётной грамотой Государственного агентства архитектуры, строительства и жилищно-коммунального хозяйства при Правительстве Киргизской Республики[13].
- Награждён Почётной грамотой Федерации Грэпплинг ADCC Киргизской Республики[14].
- Получил международное звание «Лучшего депутата мецената» в Турецкой Республике на 17-й церемонии «Золотые люди года Шёлкового пути»[15].
- В честь 30-летия независимости Киргизской Республики и 10-летия журнала «Жетиген» присвоено звание «Героя Независимости».
- Почётный гражданин Жапалакской сельской управы Оша.